# Stüssy
Stüssy — це бренд одягу та приватна компанія створена на початку 1980-х Шоном Стуссі. Компанія була заснована як виробник одягу для серфінгістів, але з часом більше перекваліфікувалась як виробник вуличного одягу. Також популярний в хіп-хоп культурі.

## Історія
Логотип який обрав бренд на початку 1980-х років,був придуманий самим Шоном Стуссі після того, як він намалював своє прізвище широким маркером на дошці для серфінгу. Він почав використовувати логотип на футболках, шортах та капелюхах, які він продавав зі свого автомобіля поблизу Лагуна Біч, в Каліфорнії.
У 1984 році, Стуссі і його друг, Френк Сінатра-молодший (не пов'язаний зі співаком), став його партнером з продажу одягу. В 1988 році бренд з'явився в Європі, а потім відкрив бутик-магазин в Сохо, в Нью-Йорку. Бренд успішно продовжує розвиватися і відкривати магазини до 1990-х. В 1991 році дохід фірми становив 17 мільйонів доларів. Та 20 мільйонів в 1992. До 1992 року одяг бренду продавався на всій території Сполучених Штатів в спеціалізованих бутиках і універмагах. За межами країни одяг продавався в спеціалізованих магазинах поряд з одягом з дорогих міжнародних дизайнерів. У 1996 році Шон Стуссі пішов з поста президента компанії тоді Сінатра викупив його частку в компанії. За даними сайту компанії, бренд доступний в фірмових магазинах та магазинах інших підприємств роздрібної торгівлі в Європі, Азії, США, Канаді та Австралії.

## Стиль
Ранній успіх компанії був завдяки популярності в хіп-хоп культурі, серед фанатів скейтбордингу і у серферів. Потім стиль бренду перейняли інші вуличні субкультури, включаючи панків.